# 브리애나 이디
브리애나 이디(Breanna Yde, 2003년 6월 11일 ~ )는 미국의 배우이다.

## 영화, 텔레비전
- 내가 그녀를 만났을 때
- 스쿨 오브 락 (드라마)
- 링컨의 집에서 살아남기